# مارتا درپا
مارتا درپا (سیریلیک صربی: Марта Дрпа؛ زادهٔ ۲۰ آوریل ۱۹۸۹) بازیکن والیبال زن اهل صربستان است.